# رولو
رولو شهری در شهرستان رولو در استان بام در بورکینافاسوی شمالی است و جمعیت آن ۷۷۸۳ نفر است.